# Asediul Bursei
Asediul Bursei sau Asediul Prusei a avut loc în 1326, când trupele otomane au capturat orașul bizantin Prusa (în prezent Bursa, Turcia). Otomanii nu au capturat un oraș înainte, lipsa de experiență în această fază a războiului a însemnat căderea orașului abia după zece ani. Unele surse sugerează nouă ani în timp ce altele încă opt ani.
Paul K. Davis consideră „Capturarea Bursei i-a stabilit pe Osman I (Othman) și succesorii săi ca putere în Asia Minor, începutul Imperiului Otoman.”.